# 李敬躋
李敬躋（？—？），字翼兹，云南马龙州人。清朝官員，以孝著稱，与其父李盛唐为“父子双进士”。
李敬躋之父李盛唐为雍正八年进士，官至四川松茂道，因部属有罪牵连，遣戍卜魁。卜魁距云南一万四千里，李敬跻三次前去探视。乾隆二十二年（1757年），李敬躋中二甲进士，授福建将乐县知县，准备花钱赎其父还乡。结果李盛唐在戍所病故，敬跻因而发病，终日哀哭，不久即卒。以孝行入《清史稿》之孝义传。
李敬跻勤勉好学，娴熟经学，政绩有所作为。

## 延伸阅读
[在维基数据编辑]
 《清史稿/卷498》，出自趙爾巽《清史稿》